# Maria Rossing
Maria Rossing (født 30. november 1975) er en dansk skuespiller. Maria Rossing blev uddannet fra Statens Teaterskole i 2002 og blev herefter ansat på Det Kongelige Teater. Her har hun blandt andet medvirket i opsætninger af Kasimir og Karoline, En skærsommernatsdrøm, Figaros bryllup og Thor. Hun har også medvirket i opsætningenen af Kirsten Thorups Baby på Aalborg Teater i 2002 og Love på Aveny-T i 2005.
Maria Rossing har også medvirket i en række spillefilm: Ledsaget udgang og Daisy diamond (begge i 2007). Hun modtog i 2006 en Reumert for årets kvindelige hovedrolle for rollen som Grusche i Den kaukasiske kridtcirkel.

## Filmografi
| År   | Titel             | Rolle                | Noter |
| ---- | ----------------- | -------------------- | ----- |
| 2007 | Ledsaget Udgang   | Tanja, Johns datter  |       |
| 2007 | Daisy Diamond     | Prostitueret på gade |       |
| 2013 | I lossens time    | Mona                 |       |
| 2014 | All Inclusive     | Sigrid               |       |
| 2016 | Flaskepost fra P  | Rebecca Henriksen    |       |
| 2016 | Anti              | Simons mor           |       |
| 2021 | Skyggen i mit øje | Henrys mor           |       |

### TV-serier
| År   | Titel                       | Rolle           | Noter             |
| ---- | --------------------------- | --------------- | ----------------- |
| 2010 | Livvagterne                 | Trine Nyholm    | 4 afsnit          |
| 2016 | Bedre skilt end aldrig      | Line            | Drama/komedie     |
| 2016 | Bedrag                      | Bankrådgiver    | Sæson 1, afsnit 7 |
| 2018 | Theo & Den Magiske Talisman | Helene          | Julekalender      |
| 2022 | Carmen Curlers              | Birthe Windfeld |                   |